# Almanach (astronomia)
Almanach – dane dotyczące aktualnego stanu systemu satelitarnego, w tym przybliżone elementy orbitalne wszystkich satelitów, dzięki czemu przyspiesza to proces przechwytywania danych. Technologia ta wykorzystywana jest np. w GPS (ang. Global Positioning System).